# Sephena linirosa
Sephena linirosa är en insektsart som beskrevs av Medler 2000. Sephena linirosa ingår i släktet Sephena och familjen Flatidae. Inga underarter finns listade i Catalogue of Life.